# 磷杂环丁烷
磷杂环丁烷是一种有机化合物，化学式为C3H7P，它是磷杂四元环分子。它的合成最初于1957年被Kosolapoff和Struck报道，但这种方法难以重复，其产率很少超过1%。产率更高的方法于1962年被McBride报道，这类化合物的物理及化学性质也得以研究。